# Liga Europeia de Voleibol Feminino de 2015
A Liga Europeia de Voleibol Feminino de 2015 foi a sétima edição do torneio, que é disputado anualmente desde 2009 e que teve como campeã, pela primeira vez na história, a seleção da Hungria que bateu a até então atual vencedora , a Turquia no Golden Set por 15–13. Teve como MVP a ponteira húngara Renata Sandor.

## Participantes
- Geórgia
- Grécia
- Hungria
- Israel
- Polônia
- Turquia

## Classificação
A disputa em sua primeira fase consistiu no sistema de pontos corridos onde todos se enfrentaram entre si em duas partidas com cada participante. As quatro seleções mais bem colocadas se classificaram para a fase semi-final onde a seleção primeira colocada, jogou contra a seleção quarta colocada na classificativa e a segunda enfrentou a terceira mais bem colocada.
- Vitória por 3 sets a 0 ou 3 a 1: 3 pontos para o vencedor;
- Vitória por 3 sets a 2: 2 pontos para o vencedor e 1 ponto para o perdedor.
- Em caso de igualdade em número de vitórias, os seguintes critérios servirão como desempate: número de pontos, média de sets e média de pontos.

Todas as partidas seguem o horário local
|     |         |     | Jogos | Jogos | Jogos | Resultados | Resultados | Resultados | Resultados | Resultados | Resultados | Sets | Sets | Sets  | Pontos | Pontos | Pontos |
| Pos | Equipe  | Pts | T     | V     | D     | 3–0        | 3–1        | 3–2        | 2–3        | 1–3        | 0–3        | V    | P    | R     | V      | P      | R      |
| --- | ------- | --- | ----- | ----- | ----- | ---------- | ---------- | ---------- | ---------- | ---------- | ---------- | ---- | ---- | ----- | ------ | ------ | ------ |
| 1   | Turquia | 25  | 10    | 8     | 2     | 7          | 1          | 0          | 1          | 1          | 0          | 27   | 7    | 3.857 | 828    | 625    | 1.325  |
| 2   | Hungria | 20  | 10    | 7     | 3     | 4          | 2          | 1          | 0          | 1          | 2          | 22   | 13   | 1.692 | 785    | 658    | 1.193  |
| 3   | Grécia  | 20  | 10    | 6     | 4     | 3          | 3          | 0          | 2          | 1          | 1          | 23   | 15   | 1.533 | 871    | 777    | 1.121  |
| 4   | Israel  | 14  | 10    | 5     | 5     | 2          | 0          | 3          | 2          | 0          | 3          | 19   | 21   | 0.905 | 830    | 884    | 0.939  |
| 5   | Polônia | 10  | 10    | 4     | 6     | 1          | 1          | 2          | 0          | 3          | 3          | 15   | 23   | 0.652 | 766    | 851    | 0.900  |
| 6   | Geórgia | 1   | 10    | 0     | 10    | 0          | 0          | 0          | 1          | 1          | 8          | 3    | 30   | 0.100 | 523    | 808    | 0.647  |

### Rodada 1
| Data   | Hora  |            | Placar |            | Set 1 | Set 2 | Set 3 | Set 4 | Set 5 | Total   | Relatório |
| ------ | ----- | ---------- | ------ | ---------- | ----- | ----- | ----- | ----- | ----- | ------- | --------- |
| 30 Jul | 18:00 | Grécia     | 0–3    | ' Turquia' | 22–25 | 23–25 | 21–25 |       |       | 66–75   | 66–75     |
| 31 Jul | 14:30 | Israel     | 2–3    | ' Polônia' | 25–20 | 21–25 | 25–22 | 25–27 | 10–15 | 106–109 | 106–109   |
| 31 Jul | 18:00 | ' Grécia'  | 3–1    | Turquia    | 27–25 | 23–25 | 25–22 | 26–24 |       | 101–96  | 101–96    |
| 1 Ago  | 17:00 | ' Israel'  | 3–0    | Polônia    | 25–23 | 25–23 | 25–19 |       |       | 75–65   | 75–65     |
| 1 Ago  | 20:30 | ' Hungria' | 3–0    | Geórgia    | 25–12 | 25–15 | 25–12 |       |       | 75–39   | 75–39     |
| 2 Ago  | 18:30 | ' Hungria' | 3–0    | Geórgia    | 25–11 | 25–12 | 25–11 |       |       | 75–34   | 75–34     |

### Rodada 2
| Data  | Hora  |            | Placar |           | Set 1 | Set 2 | Set 3 | Set 4 | Set 5 | Total   | Relatório |
| ----- | ----- | ---------- | ------ | --------- | ----- | ----- | ----- | ----- | ----- | ------- | --------- |
| 7 Ago | 18:00 | ' Turquia' | 3–0    | Hungria   | 25–14 | 25–14 | 25–21 |       |       | 75–49   | 75–49     |
| 7 Ago | 20:00 | ' Polônia' | 3–2    | Grécia    | 12–25 | 25–18 | 19–25 | 25–22 | 15–13 | 96–103  | 96–103    |
| 8 Ago | 17:00 | Geórgia    | 0–3    | ' Israel' | 21–25 | 17–25 | 20–25 |       |       | 58–75   | 58–75     |
| 8 Ago | 18:00 | ' Turquia' | 3–0    | Hungria   | 26–24 | 25–15 | 25–10 |       |       | 76–49   | 76–49     |
| 8 Ago | 20:00 | Polônia    | 1–3    | ' Grécia' | 11–25 | 23–25 | 25–19 | 18–25 |       | 77–94   | 77–94     |
| 9 Ago | 17:00 | Geórgia    | 2–3    | ' Israel' | 27–29 | 25–21 | 16–25 | 25–23 | 10–15 | 103–113 | 103–113   |

### Rodada 3
| Data   | Hora  |            | Placar |            | Set 1 | Set 2 | Set 3 | Set 4 | Set 5 | Total   | Relatório |
| ------ | ----- | ---------- | ------ | ---------- | ----- | ----- | ----- | ----- | ----- | ------- | --------- |
| 14 Ago | 17:00 | ' Israel'  | 3–2    | Turquia    | 21–25 | 25–22 | 20–25 | 25–23 | 15–13 | 106–108 | 106–108   |
| 15 Ago | 17:00 | Geórgia    | 0–3    | ' Polônia' | 22–25 | 19–25 | 22–25 |       |       | 63–75   | 63–75     |
| 15 Ago | 19:30 | Israel     | 0–3    | ' Turquia' | 14–25 | 21–25 | 22–25 |       |       | 57–75   | 57–75     |
| 15 Ago | 20:30 | Hungria    | 1–3    | ' Grécia'  | 25–21 | 19–25 | 23–25 | 21–25 |       | 88–96   | 88–96     |
| 16 Ago | 17:00 | Geórgia    | 1–3    | ' Polônia' | 14–25 | 23–25 | 25–20 | 10–25 |       | 72–95   | 72–95     |
| 16 Ago | 18:30 | ' Hungria' | 3–1    | Grécia     | 25–15 | 25–17 | 22–25 | 26–24 |       | 98–81   | 98–81     |

### Rodada 4
| Data   | Hora  |            | Placar |         | Set 1 | Set 2 | Set 3 | Set 4 | Set 5 | Total  | Relatório |
| ------ | ----- | ---------- | ------ | ------- | ----- | ----- | ----- | ----- | ----- | ------ | --------- |
| 21 Ago | 19:00 | ' Grécia'  | 3–0    | Geórgia | 25–12 | 25–16 | 25–11 |       |       | 75–39  | 75–39     |
| 22 Ago | 19:00 | ' Turquia' | 3–0    | Polônia | 25–19 | 25–13 | 25–18 |       |       | 75–50  | 75–50     |
| 22 Ago | 20:30 | ' Hungria' | 3–0    | Israel  | 25–16 | 25–11 | 25–15 |       |       | 75–42  | 75–42     |
| 22 Ago | 18:00 | ' Grécia'  | 3–0    | Geórgia | 25–14 | 25–17 | 25–9  |       |       | 75–40  | 75–40     |
| 23 Ago | 18:30 | ' Hungria' | 3–2    | Israel  | 25–15 | 21–25 | 25–14 | 25–27 | 15–7  | 111–88 | 111–88    |
| 23 Ago | 19:00 | ' Turquia' | 3–1    | Polônia | 25–21 | 23–25 | 25–12 | 25–14 |       | 98–72  | 98–72     |

### Rodada 5
| Data   | Hora  |            | Placar |            | Set 1 | Set 2 | Set 3 | Set 4 | Set 5 | Total   | Relatório |
| ------ | ----- | ---------- | ------ | ---------- | ----- | ----- | ----- | ----- | ----- | ------- | --------- |
| 28 Ago | 17:00 | Israel     | 0–3    | ' Grécia'  | 20–25 | 20–25 | 20–25 |       |       | 60–75   | 60–75     |
| 28 Ago | 20:00 | Polônia    | 0–3    | ' Hungria' | 13–25 | 21–25 | 18–25 |       |       | 52–75   | 52–75     |
| 29 Ago | 19:00 | ' Turquia' | 3–0    | Geórgia    | 25–8  | 25–14 | 25–17 |       |       | 75–39   | 75–39     |
| 29 Ago | 19:30 | ' Israel'  | 3–2    | Grécia     | 25–21 | 23–25 | 26–24 | 19–25 | 15–10 | 108–105 | 108–105   |
| 29 Ago | 20:00 | Polônia    | 1–3    | ' Hungria' | 19–25 | 25–15 | 13–25 | 18–25 |       | 75–90   | 75–90     |
| 30 Ago | 19:00 | ' Turquia' | 3–0    | Geórgia    | 25–13 | 25–11 | 25–12 |       |       | 75–36   | 75–36     |

## Semifinais
| Data  | Hora  |            | Placar |            | Set 1 | Set 2 | Set 3 | Set 4 | Set 5 | Total   | Relatório |
| ----- | ----- | ---------- | ------ | ---------- | ----- | ----- | ----- | ----- | ----- | ------- | --------- |
| 3 Set | 19:00 | Israel     | 0–3    | ' Turquia' | 15–25 | 18–25 | 20–25 |       |       | 53–75   | 53–75     |
| 3 Set | 19:00 | Grécia     | 2–3    | ' Hungria' | 24–26 | 19–25 | 25–22 | 25–23 | 11–15 | 104–111 | 104–111   |
| 6 Set | 19:00 | ' Turquia' | 3–0    | Israel     | 25–10 | 25–21 | 25–19 |       |       | 75–50   | 75–50     |
| 6 Set | 18:30 | ' Hungria' | 3–1    | Grécia     | 22–25 | 25–19 | 25–11 | 25–17 |       | 97–72   | 97–72     |

## Final
| Data   | Hora  |            | Placar |         | Set 1 | Set 2 | Set 3 | Set 4 | Set 5 | Total | Relatório |
| ------ | ----- | ---------- | ------ | ------- | ----- | ----- | ----- | ----- | ----- | ----- | --------- |
| 10 Sep | 18:30 | ' Hungria' | 3–0    | Turquia | 25–23 | 25–23 | 25–21 |       |       | 75–67 | 75–67     |
| 13 Sep | 18:00 | ' Turquia' | 3–1    | Hungria | 23–25 | 25–21 | 25–21 | 25–18 |       | 98–85 | 98–85     |

- Golden Set:  13-15

## Classificação Final
| \| Rank \| Team \| \| ---- \| ------- \| \| 1 \| Hungria \| \| 2 \| Turquia \| \| 3 \| Grécia \| \| 3 \| Israel \| \| 5 \| Polônia \| \| 6 \| Geórgia \| - MVP: Renata Sandor 1. |         |
| Rank | Team    |
| 1 | Hungria |
| 2 | Turquia |
| 3 | Grécia  |
| 3 | Israel  |
| 5 | Polônia |
| 6 | Geórgia |